# Liste des ponts sur l'Orne
Cette liste contient les ponts présents sur l'Orne et ses bras, en l'occurrence le canal de Caen à la mer. Elle est donnée par département depuis l'aval de la rivière vers son amont et précise pour chaque pont le nom des communes qu'il relie en commençant par celle située sur la rive gauche du cours d'eau.

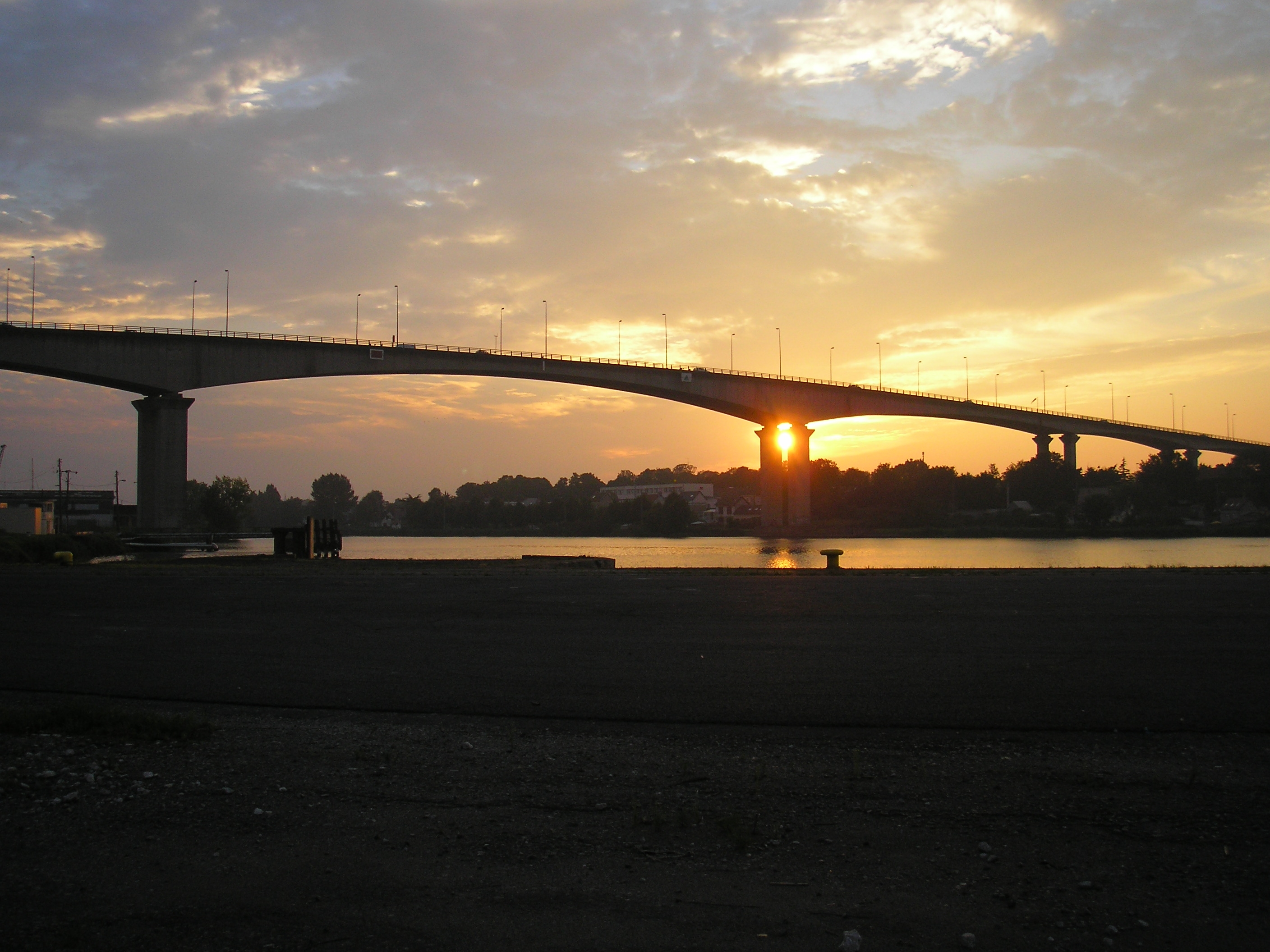
Viaduc de Calix

- voies rapides ou autoroutières (uniquement ouvertes à la circulation automobile)
- voies routières
- voies ferrées
- pont emprunté par des tramways
- passerelles piétonnes
- voie verte

Certains relient une berge à une île et ne franchissent donc qu'un bras. D'autres sont en ruine et infranchissables.
Certains ponts sont inscrits ou classés aux monuments historiques, ou encore répertoriés dans l’inventaire général du patrimoine culturel du Ministère de la Culture :
- pont inscrit
- pont classé

## Liste

### Ponts sur lecanal de Caen à la mer
| Image    | Pont                       | Rive gauche                         | Milieu                  | Rive droite                 | Longueur totale | Localisation                | Type du pont                                                             | Route/ ligne ferroviaire                  | Année                         | Monument historique | Commentaire                                                                                             |
| Calvados | Calvados                   | Calvados                            | Calvados                | Calvados                    | Calvados        | Calvados                    | Calvados                                                                 | Calvados                                  | Calvados                      | Calvados            | Calvados                                                                                                |
| -------- | -------------------------- | ----------------------------------- | ----------------------- | --------------------------- | --------------- | --------------------------- | ------------------------------------------------------------------------ | ----------------------------------------- | ----------------------------- | ------------------- | --- |
|          |                            | Ouistreham                          | terre plein de l'écluse | Pointe du Siège, Ouistreham |                 | 49° 16′ 49″ N, 0° 14′ 55″ O | écluse                                                                   |                                           |                               |                     | |
|          |                            | terre plein de l'écluse, Ouistreham |                         | Pointe du Siège, Ouistreham |                 | 49° 16′ 46″ N, 0° 14′ 55″ O | écluse                                                                   |                                           |                               |                     | |
|          | Pont Jaune                 | terre plein de l'écluse, Ouistreham |                         | Pointe du Siège, Ouistreham |                 | 49° 16′ 45″ N, 0° 14′ 55″ O | Pont tournant                                                            |                                           |                               |                     | |
|          |                            | terre plein de l'écluse, Ouistreham |                         | Pointe du Siège, Ouistreham |                 | 49° 16′ 43″ N, 0° 14′ 56″ O | Pont tournant                                                            |                                           |                               |                     | |
|          |                            | Ouistreham                          |                         | terre plein de l'écluse     |                 | 49° 16′ 41″ N, 0° 14′ 59″ O | écluse                                                                   |                                           |                               |                     | |
|          | Déversoir du Maresquier    | Ouistreham                          |                         | Amfreville                  |                 | 49° 15′ 37″ N, 0° 15′ 11″ O | Déversoir                                                                | Route de la pointe du Siège               | 2002                          |                     | Déversoir du Maresquier, permettant de déverser l'eau canal de Caen à la mer dans l'Orne en cas de crue |
|          | Pegasus Bridge             | Bénouville                          |                         | Bénouville/Ranville         | 45,70 m         | 49° 13′ 26″ N, 0° 18′ 05″ O | Pont ouvert à la circulation automobile                                  | D 514                                     | 1er pont : 1935 2d pont :1994 | 2010                | |
|          | Ancien pont de Blainville  | Blainville-sur-Orne                 |                         | Blainville-sur-Orne         |                 | 49° 13′ 26″ N, 0° 18′ 05″ O | Pont ouvert à la circulation automobile                                  |                                           |                               |                     | Ancien pont détruit à la fin des années 1950                                                            |
|          | Pont de Colombelles        | Hérouville-Saint-Clair              |                         | Hérouville-Saint-Clair      |                 | 49° 12′ 24″ N, 0° 18′ 52″ O | Pont mobile                                                              | Route de colombelles D 226                | 1958-59                       |                     | Le pont devrait être remplacé par un nouvel ouvrage situé en aval d'ici à 2025.                         |
|          | Ancien pont de Colombelles | Hérouville-Saint-Clair              |                         | Hérouville-Saint-Clair      |                 | 49° 12′ 02″ N, 0° 19′ 06″ O | Pont ouvert à la circulation automobile                                  |                                           |                               |                     | Ancien pont détruit après la seconde guerre mondiale                                                    |
|          | Viaduc de Calix            | Hérouville-Saint-Clair              |                         | Mondeville                  | 1 183 m         | 49° 11′ 02″ N, 0° 19′ 38″ O | Pont uniquement ouvert à la circulation automobile                       | boulevard périphérique de Caen N 814 E 46 | 1974                          |                     | Pont uniquement ouvert à la circulation automobile                                                      |
|          |                            | Presqu'île de Caen                  |                         | Caen                        |                 | 49° 11′ 01″ N, 0° 20′ 43″ O | Pont ouvert à la circulation automobile                                  | Quai de la Normandie                      |                               |                     | |
|          |                            | Presqu'île de Caen                  |                         | Caen                        |                 | 49° 10′ 55″ N, 0° 20′ 50″ O | Pont ouvert à la circulation automobile                                  | impasse Victor Hugo                       |                               |                     | |
|          |                            | Presqu'île de Caen                  |                         | Caen                        |                 | 49° 10′ 51″ N, 0° 20′ 54″ O | Pont ouvert à la circulation automobile                                  | Cours Caffarelli                          |                               |                     | |
|          | Pont de la fonderie        | Caen                                |                         | Presqu'île de Caen          |                 | 49° 10′ 59″ N, 0° 21′ 08″ O | pont basculant                                                           |                                           |                               |                     | |
|          |                            | Caen                                |                         | Presqu'île de Caen          |                 | 49° 10′ 51″ N, 0° 20′ 59″ O | Pont ouvert à la circulation piétonne                                    |                                           |                               |                     | Bassin St-Pierre                                                                                        |
|          | Pont de l'écluse           | Caen                                |                         | Presqu'île de Caen          |                 | 49° 10′ 50″ N, 0° 20′ 58″ O | Pont ouvert à la circulation automobile · Pont emprunté par des tramways | tram T2                                   |                               |                     | |

### Ponts sur l'Orne
| Image                         | Pont                                                                  | Rive gauche             | Milieu               | Rive droite                           | Longueur totale | Localisation                                              | Type du pont                                                             | Route/ ligne ferroviaire                                                            | Année    | Monument historique | Commentaire |
| Calvados                      | Calvados                                                              | Calvados                | Calvados             | Calvados                              | Calvados        | Calvados                                                  | Calvados                                                                 | Calvados                                                                            | Calvados | Calvados            | Calvados |
| ----------------------------- | --------------------------------------------------------------------- | ----------------------- | -------------------- | ------------------------------------- | --------------- | --------------------------------------------------------- | ------------------------------------------------------------------------ | ----------------------------------------------------------------------------------- | -------- | ------------------- | --- |
|                               | Locatie of the old Horsa bridge                                       | Ranville                |                      | Ranville                              |                 | 49° 14′ 25″ N, 0° 16′ 01″ O                               | Pont ouvert à la circulation automobile                                  | D 514                                                                               |          |                     | Ancien pont-mobile construit en 1869-1870 ; une ligne des chemins de fer du Calvados y passe entre 1892 et 1932 ; remplacé par le pont fixe actuel dans les années 1970 |
|                               |                                                                       | Colombelles             |                      | Colombelles                           |                 | 49° 12′ 14″ N, 0° 18′ 33″ O                               | Pont ouvert à la circulation automobile                                  |                                                                                     |          |                     | Accès au vieux bourg de Colombelles |
|                               |                                                                       | Colombelles             |                      | Colombelles                           |                 | 49° 12′ 12″ N, 0° 18′ 36″ O                               | Pont ouvert à la circulation automobile                                  | Voie de la Rocade D 226                                                             |          |                     | |
|                               | Ancien pont d'Hérouville                                              | Colombelles             |                      | Colombelles                           |                 | 49° 11′ 58″ N, 0° 18′ 42″ O                               | Pont ouvert à la circulation automobile                                  |                                                                                     |          |                     | Ancien pont situé à l'emplacement d'un ancien bac, détruit après la seconde guerre mondiale |
|                               | Pont nord (ancien ouvrage privé)                                      | Hérouville-Saint-Clair  |                      | Colombelles                           |                 | 49° 11′ 46″ N, 0° 18′ 43″ O                               | Pont ferroviaire                                                         | Ancienne voie ferrée entre le port de Caen et la Société métallurgique de Normandie | 1917     |                     | Pont désaffecté |
|                               | Viaduc du Haut Plateau                                                | Hérouville-Saint-Clair  |                      | Colombelles                           | 148 m           | 49° 11′ 43″ N, 0° 18′ 45″ O                               | Pont ouvert à la circulation automobile                                  |                                                                                     | 2020     |                     | Pont desservant le port de Caen livré en juillet 2020. |
|                               | Pont sud (ancien ouvrage privé)                                       | Hérouville-Saint-Clair  |                      | Colombelles                           | 48 m            | 49° 11′ 35″ N, 0° 18′ 47″ O                               | Pont ferroviaire                                                         | Ancienne voie ferrée entre le port de Caen et la Société métallurgique de Normandie | 1913     |                     | Pont désaffecté mais partiellement réhabilité et utilisé lors du chantier du Viaduc du Haut Plateau entre 2018 et 2020. |
|                               |                                                                       | Mondeville              |                      | Mondeville                            |                 | 49° 10′ 56″ N, 0° 19′ 22″ O                               | Pont ferroviaire                                                         | Voie ferrée de desserte du port de Caen                                             |          |                     | |
|                               | Viaduc de Calix                                                       | Hérouville-Saint-Clair  |                      | Mondeville                            | 1 183 m         | 49° 11′ 02″ N, 0° 19′ 38″ O                               | Pont uniquement ouvert à la circulation automobile                       | boulevard périphérique de Caen N 814 E 46                                           | 1974     |                     | Pont uniquement ouvert à la circulation automobile |
|                               | Barrage Montalivet                                                    | Caen                    |                      | Caen                                  |                 | 49° 10′ 48″ N, 0° 20′ 44″ O                               | Pont ouvert à la circulation piétonne · Barrage                          |                                                                                     |          |                     | Barrage ouvert en 1908 pour remplacer le barrage de la Chaussée ferrée |
|                               | Pont Capitaine-George-Gilbert-Reynolds                                | Caen                    |                      | Caen                                  |                 | 49° 10′ 47″ N, 0° 20′ 57″ O                               |                                                                          | tram T2                                                                             | 2019     |                     | |
|                               | Pont Alexandre-Stirn                                                  | Caen                    |                      | Caen                                  |                 | 49° 10′ 47″ N, 0° 20′ 58″ O                               | Pont ouvert à la circulation automobile                                  |                                                                                     |          |                     | |
|                               | Pont ferroviaire                                                      | Caen                    |                      | Caen                                  |                 | 49° 10′ 43″ N, 0° 21′ 05″ O                               | Pont ferroviaire                                                         | Raccordement ferroviaire entre le port de Caen et la gare de Caen                   | 1873     |                     | Détruit en 1944 |
|                               | Pont dit de la Mutualité ou du Tortillard                             | Caen                    |                      | Caen                                  |                 | 49° 10′ 43″ N, 0° 21′ 06″ O                               | Pont ferroviaire · Pont ouvert à la circulation piétonne                 | Chemins de fer du Calvados                                                          | 1904     |                     | Détruit en 1944 |
|                               | Pont Winston-Churchill                                                | Caen                    |                      | Caen                                  |                 | 49° 10′ 41″ N, 0° 21′ 11″ O                               | Pont ouvert à la circulation automobile · Pont emprunté par des tramways | tram T1 T2 T3                                                                       |          |                     | Pont construit lors de la reconstruction de Caen à l'emplacement du pont de la Gare ou des abattoirs (ancien pont ferroviaire reliant le port de Caen et la gare de Caen, mise en service en 1857 ; ouvert à la circulation générale après la construction du nouveau raccordement en 1873 ; détruit lors de la bataille de Caen) ; élargi en 2014 |
|                               | Pont de Vaucelles                                                     | Caen                    |                      | Caen                                  |                 | 49° 10′ 37″ N, 0° 21′ 18″ O                               | Pont ouvert à la circulation automobile                                  |                                                                                     |          |                     | Plus ancien pont de Caen ; reconstruit entre 1512 et 1530 ; remplacé par un nouvel ouvrage en granit de la Hougue en 1825 ; de 1901 à 1937, il permet le passage de l'ancien tramway de Caen ; détruit en 1944 |
|                               | Pont de Bir-Hakeim                                                    | Caen                    |                      | Caen                                  |                 | 49° 10′ 33″ N, 0° 21′ 26″ O                               | Pont ouvert à la circulation automobile                                  |                                                                                     |          |                     | |
|                               | Ancien barrage de la Chaussée-ferrée (ou de la rue du Puits-de-Jacob) | Caen                    |                      | Caen                                  |                 | 49° 10′ 32″ N, 0° 21′ 28″ O                               | Pont ouvert à la circulation piétonne · Barrage                          |                                                                                     |          |                     | Ancien barrage construit en 1873-1874 à l'emplacement de la chaussée ferrée (barrage construit par Robert II de Normandie) ; transformé en passerelle piétonne en 1908 après l'ouverture du barrage du cours Montalivet ; détruit en 1944 et remplacé par le pont de Bir-Hakeim en aval                                                            |
|                               |                                                                       | Caen                    |                      | Caen                                  |                 | 49° 10′ 17″ N, 0° 21′ 52″ O                               | Pont ouvert à la circulation automobile                                  |                                                                                     |          |                     | Route à sens unique |
|                               | Viaduc de la Cavée                                                    | Caen                    |                      | Caen                                  |                 | 49° 10′ 13″ N, 0° 22′ 01″ O                               | Pont ouvert à la circulation automobile                                  |                                                                                     |          |                     | |
|                               |                                                                       | Caen                    |                      | Caen                                  |                 | 49° 10′ 12″ N, 0° 22′ 00″ O                               | Pont ferroviaire                                                         | Ligne de Mantes-la-Jolie à Cherbourg                                                |          |                     | |
|                               |                                                                       | Louvigny                |                      | Fleury-sur-Orne                       |                 | 49° 09′ 08″ N, 0° 22′ 58″ O                               | Pont ferroviaire · Voie verte                                            | Vélo Francette : Voie verte de la Suisse normande                                   |          |                     | Pont de l'ancienne ligne de Caen à Cerisy-Belle-Étoile. |
|                               |                                                                       | Louvigny                |                      | Saint-André-sur-Orne, Fleury-sur-Orne |                 | 49° 08′ 28″ N, 0° 23′ 58″ O                               | Pont ouvert à la circulation automobile                                  | Boulevard périphérique de Caen N 814                                                |          |                     | |
|                               |                                                                       | Feuguerolles-Bully      |                      | Saint-André-sur-Orne                  |                 | 49° 07′ 31″ N, 0° 24′ 04″ O                               | Pont ferroviaire · Voie verte                                            | Vélo Francette : Voie verte de la Suisse normande                                   |          |                     | Pont de l'ancienne ligne de Caen à Cerisy-Belle-Étoile. |
|                               |                                                                       | Feuguerolles-Bully      |                      | Saint-André-sur-Orne                  |                 | 49° 06′ 56″ N, 0° 23′ 16″ O                               | Pont ouvert à la circulation automobile                                  | Rue des Canadiens D 89                                                              |          |                     | |
|                               |                                                                       | Feuguerolles-Bully      |                      | May-sur-Orne                          |                 | 49° 06′ 23″ N, 0° 23′ 03″ O                               | Pont ouvert à la circulation automobile                                  |                                                                                     |          |                     | Fermé à la circulation, presque désaffecté. |
|                               |                                                                       | Feuguerolles-Bully      |                      | Laize-Clinchamps                      |                 | 49° 05′ 52″ N, 0° 23′ 48″ O                               | Pont ferroviaire · Voie verte                                            | Vélo Francette : Voie verte de la Suisse normande                                   |          |                     | Pont de l'ancienne ligne de Caen à Cerisy-Belle-Étoile. |
|                               |                                                                       | Amayé-sur-Orne          | Île d'Amayé-sur-Orne | Laize-Clinchamps                      |                 | 49° 05′ 08″ N, 0° 25′ 30″ O                               | Pont ouvert à la circulation automobile                                  | D 41                                                                                |          |                     | |
|                               | Viaduc de Pouquet                                                     | Maizet                  |                      | Mutrécy                               |                 | 49° 03′ 57″ N, 0° 26′ 23″ O                               | pont voûté                                                               | Vélo Francette : Voie verte de la Suisse normande                                   |          |                     | Pont de l'ancienne ligne de Caen à Cerisy-Belle-Étoile. |
|                               | Pont Sainte-Anne                                                      | Maizet                  |                      | Grimbosq                              |                 | 49° 03′ 53″ N, 0° 26′ 47″ O                               | pont voûté                                                               | Vélo Francette : Voie verte de la Suisse normande                                   |          |                     | Pont de l'ancienne ligne de Caen à Cerisy-Belle-Étoile. |
|                               |                                                                       | Montillières-sur-Orne   |                      | Grimbosq                              |                 | 49° 01′ 59″ N, 0° 27′ 59″ O                               | Pont ouvert à la circulation automobile                                  | D 171                                                                               |          |                     | |
|                               |                                                                       | Le Hom                  | Île du Hom           | Le Hom                                |                 | 48° 59′ 44″ N, 0° 29′ 13″ O                               | Pont ouvert à la circulation automobile                                  | D 212                                                                               |          |                     | |
|                               |                                                                       | Le Hom                  |                      | Le Hom                                |                 | 48° 59′ 36″ N, 0° 29′ 09″ O                               | Pont ouvert à la circulation automobile                                  | D 212                                                                               |          |                     | |
|                               |                                                                       | Le Hom                  |                      | Le Hom                                |                 | 48° 59′ 23″ N, 0° 28′ 57″ O                               | Pont ouvert à la circulation automobile                                  | Avenue du général Lyne D 6                                                          |          |                     | |
|                               |                                                                       | Le Hom                  |                      | Esson                                 |                 | 48° 58′ 30″ N, 0° 28′ 54″ O                               | pont voûté                                                               | Vélo Francette : Voie verte de la Suisse normande                                   |          |                     | Pont de l'ancienne ligne de Caen à Cerisy-Belle-Étoile. |
|                               |                                                                       | Le Hom                  |                      | Saint-Rémy                            |                 | 48° 57′ 14″ N, 0° 29′ 56″ O                               | pont voûté                                                               | Vélo Francette : Voie verte de la Suisse normande                                   |          |                     | Pont de l'ancienne ligne de Caen à Cerisy-Belle-Étoile. |
|                               |                                                                       | Culey-le-Patry          |                      | Saint-Rémy                            |                 | 48° 57′ 12″ N, 0° 30′ 17″ O                               | Pont ouvert à la circulation automobile                                  | D 133                                                                               |          |                     | |
|                               |                                                                       | Clécy                   |                      | Saint-Rémy                            |                 | 48° 55′ 44″ N, 0° 30′ 32″ O                               | Pont ouvert à la circulation automobile                                  | D 562                                                                               |          |                     | |
|                               |                                                                       | Clécy                   |                      | Saint-Rémy                            |                 | 48° 55′ 36″ N, 0° 28′ 49″ O                               | Pont ouvert à la circulation automobile                                  | D 133c                                                                              |          |                     | |
|                               | Pont du Vey                                                           | Clécy                   |                      | Le Vey                                |                 | 48° 54′ 59″ N, 0° 28′ 32″ O                               | Pont ouvert à la circulation automobile                                  | D 133a                                                                              |          |                     | |
|                               | Viaduc de Clécy                                                       | Clécy                   |                      | Le Vey                                | 108 m           | 48° 54′ 34″ N, 0° 28′ 17″ O                               | pont voûté                                                               | Vélo Francette : Voie verte de la Suisse normande                                   | 1866     |                     | Pont de l'ancienne ligne de Caen à Cerisy-Belle-Étoile. |
|                               |                                                                       | Clécy                   |                      | Le Bô                                 |                 | 48° 54′ 10″ N, 0° 27′ 25″ O                               | Pont ouvert à la circulation automobile                                  | D 168                                                                               |          |                     | |
|                               |                                                                       | Pont-d'Ouilly           |                      | Pierrefitte-en-Cinglais               |                 | 48° 53′ 15″ N, 0° 24′ 56″ O                               | Pont ouvert à la circulation automobile                                  |                                                                                     |          |                     | |
|                               |                                                                       | Pont-d'Ouilly           |                      | Pont-d'Ouilly                         |                 | 48° 52′ 25″ N, 0° 24′ 38″ O                               | Pont ouvert à la circulation automobile                                  | D 511                                                                               |          |                     | |
| Calvados / Orne (département) |                                                                       |                         |                      |                                       |                 |                                                           |                                                                          |                                                                                     |          |                     | |
|                               |                                                                       | Ménil-Hubert-sur-Orne   |                      | Le Mesnil-Villement                   |                 | 48° 51′ 23″ N, 0° 23′ 48″ O                               |                                                                          |                                                                                     |          |                     | Privé |
|                               |                                                                       | Ménil-Hubert-sur-Orne   |                      | Le Mesnil-Villement                   |                 | 48° 50′ 56″ N, 0° 23′ 23″ O                               | Pont ouvert à la circulation automobile                                  | D 43 / D 18                                                                         |          |                     | |
|                               |                                                                       | Saint-Philbert-sur-Orne |                      | Le Mesnil-Villement                   |                 | 48° 50′ 58″ N, 0° 22′ 56″ O                               | Pont ouvert à la circulation automobile                                  | D 329 / D 18a                                                                       |          |                     | |
|                               |                                                                       | Saint-Philbert-sur-Orne |                      | Les Isles-Bardel                      |                 | 48° 50′ 46″ N, 0° 21′ 31″ O                               | ?                                                                        |                                                                                     |          |                     | |
| Orne (département)            |                                                                       |                         |                      |                                       |                 |                                                           |                                                                          |                                                                                     |          |                     | |
|                               |                                                                       | Putanges-le-Lac         |                      | Ménil-Hermei                          |                 | 48° 49′ 18″ N, 0° 20′ 11″ O                               | Pont ouvert à la circulation automobile                                  | D 21                                                                                |          |                     | |
|                               |                                                                       | Putanges-le-Lac         |                      | Putanges-le-Lac                       |                 | 48° 47′ 52″ N, 0° 19′ 00″ O                               |                                                                          |                                                                                     |          |                     | |
|                               | Barrage de Rabodanges                                                 | Putanges-le-Lac         |                      | Putanges-le-Lac                       |                 | 48° 47′ 17″ N, 0° 17′ 49″ O                               | Barrage                                                                  |                                                                                     |          |                     | Barrage |
|                               | Pont du Lac de Rabodanges                                             | Putanges-le-Lac         |                      | Putanges-le-Lac                       |                 | 48° 46′ 57″ N, 0° 17′ 09″ O                               | Pont ouvert à la circulation automobile                                  | D 121                                                                               |          |                     | |
|                               |                                                                       | Putanges-le-Lac         |                      | Putanges-le-Lac                       |                 | 48° 45′ 52″ N, 0° 14′ 40″ O                               | Pont ouvert à la circulation piétonne                                    |                                                                                     |          |                     | |
|                               |                                                                       | Putanges-le-Lac         |                      | Putanges-le-Lac                       |                 | 48° 45′ 50″ N, 0° 14′ 40″ O                               | Pont ouvert à la circulation automobile                                  | D 909                                                                               |          |                     | |
|                               |                                                                       | Putanges-le-Lac         |                      | Giel-Courteilles                      |                 | 48° 44′ 36″ N, 0° 12′ 38″ O                               | Pont ouvert à la circulation automobile                                  | D 781                                                                               |          |                     | |
|                               |                                                                       | Écouché-les-Vallées     |                      | Giel-Courteilles                      |                 | 48° 45′ 12″ N, 0° 11′ 37″ O                               |                                                                          |                                                                                     |          |                     | |
|                               |                                                                       | Écouché-les-Vallées     |                      | Écouché-les-Vallées                   |                 | 48° 44′ 51″ N, 0° 11′ 05″ O                               | Pont ouvert à la circulation automobile                                  | D 771                                                                               |          |                     | |
|                               |                                                                       | Écouché-les-Vallées     |                      | Écouché-les-Vallées                   |                 | 48° 44′ 29″ N, 0° 10′ 27″ O                               | Pont ouvert à la circulation automobile                                  |                                                                                     |          |                     | |
|                               |                                                                       | Écouché-les-Vallées     |                      | Écouché-les-Vallées                   |                 | 48° 43′ 11″ N, 0° 07′ 39″ O                               | Pont ouvert à la circulation automobile                                  | D 29                                                                                |          |                     | |
|                               |                                                                       | Écouché-les-Vallées     |                      | Monts-sur-Orne                        |                 | 48° 43′ 37″ N, 0° 07′ 10″ O                               |                                                                          |                                                                                     |          |                     | Privé |
|                               |                                                                       | Monts-sur-Orne          |                      | Monts-sur-Orne                        |                 | 48° 43′ 23″ N, 0° 06′ 32″ O                               |                                                                          | Voie agricole                                                                       |          |                     | |
|                               |                                                                       | Écouché-les-Vallées     |                      | Écouché-les-Vallées                   |                 | 48° 43′ 39″ N, 0° 04′ 20″ O                               |                                                                          |                                                                                     |          |                     | Privé |
|                               |                                                                       | Écouché-les-Vallées     |                      | Écouché-les-Vallées                   |                 | 48° 43′ 41″ N, 0° 03′ 49″ O                               | Pont ouvert à la circulation automobile                                  | A88                                                                                 |          |                     | |
|                               |                                                                       | Argentan                |                      | Argentan                              |                 | 48° 44′ 03″ N, 0° 02′ 26″ O                               |                                                                          |                                                                                     |          |                     | |
|                               |                                                                       | Écouché-les-Vallées     |                      | Monts-sur-Orne                        |                 | 48° 43′ 16″ N, 0° 06′ 17″ O                               | Pont ferroviaire                                                         | Ligne d'Argentan à Granville                                                        |          |                     | |
|                               |                                                                       | Argentan                |                      | Argentan                              |                 | 48° 44′ 07″ N, 0° 02′ 19″ O                               | Pont ouvert à la circulation automobile                                  | D 958                                                                               |          |                     | |
|                               |                                                                       | Argentan                |                      | Argentan                              |                 | 48° 44′ 36″ N, 0° 01′ 46″ O                               | Pont ferroviaire                                                         | Ligne d'Argentan à Granville / Ligne du Mans à Mézidon                              |          |                     | |
|                               |                                                                       | Argentan                | Argentan             | Argentan                              |                 | 48° 44′ 35″ N, 0° 01′ 30″ O / 48° 44′ 33″ N, 0° 01′ 31″ O | Pont ouvert à la circulation automobile                                  | Rue de la République D 158                                                          |          |                     | |
|                               |                                                                       | Argentan                | Argentan             | Argentan                              |                 | 48° 44′ 33″ N, 0° 01′ 26″ O / 48° 44′ 31″ N, 0° 01′ 28″ O | Pont ouvert à la circulation automobile                                  | Rue Étienne Panthou                                                                 |          |                     | |
|                               |                                                                       | Argentan                | Argentan             | Argentan                              |                 | 48° 44′ 28″ N, 0° 01′ 19″ O                               | Pont ouvert à la circulation automobile                                  | Avenue de la Forêt Normande D 238a                                                  |          |                     | |
|                               |                                                                       | Argentan                |                      | Argentan                              |                 | 48° 44′ 27″ N, 0° 01′ 17″ O                               |                                                                          |                                                                                     |          |                     | Privé |